# Primer Mariscal de l'Imperi

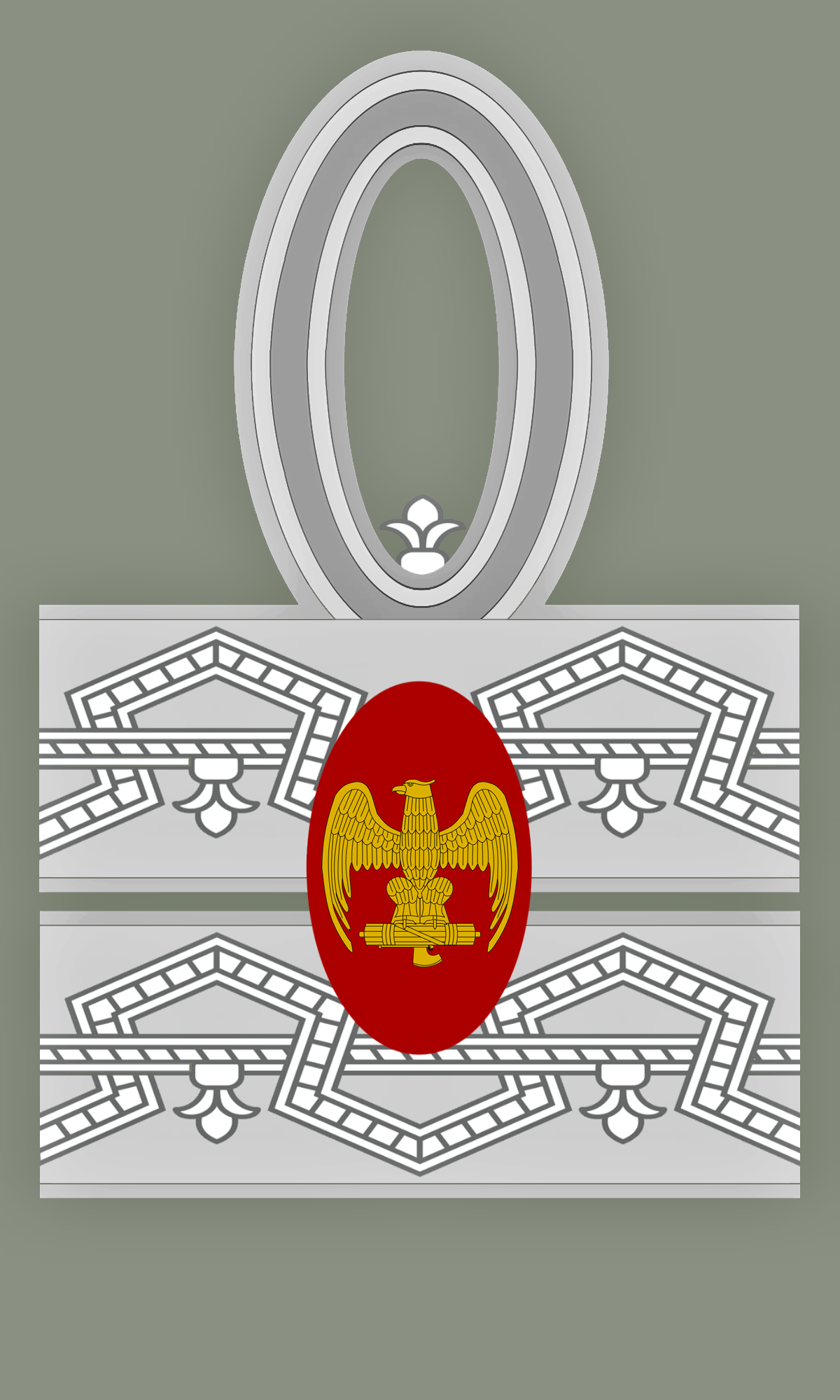
Insígnia de Primer Mariscal de l'Imperi.

Primer Mariscal de l'Imperi (italià: Primo Maresciallo dell'Impero) va ser un grau militar establert pel Parlament italià el 30 de març de 1938. Era el màxim grau militar del Regne d'Itàlia, i només va ser ostentat pel Rei Víctor Manuel III i per Benito Mussolini. Va ser abolit després de la II Guerra Mundial.
La decisió de Mussolini de crear un nou grau militar per a ell mateix i pel rei originà una crisi entre ambdós, car per primera vegada en la història de la Casa dels Savoia, el Primer Ministre tenia el mateix rang que el cap de la Casa Reia, donant al primer ministre un poder sobre les forces armades reservat per al Rei, d'acord amb el que es preveu en l'Estatut Albertino.
La insígnia del grau era una greca doble, sobre la qual hi havia una àliga. La insígnia era la mateixa tant per la gorra com per la bocamàniga.